# Bonassola
Bonassola je menší obec v regionu Ligurie, v provincii La Spezia. Leží v severozápadní části Itálie, v Janovském zálivu, na pobřeží Ligurského moře. Je součástí Italské riviéry, respektive její východní části Riviery di Levante. Leží 75 km jihovýchodně od Janova, hlavního města Ligurie.